# Iwa (Cameroun)
Pour les articles homonymes, voir Iwa.
Iwa (ou Iwai, Iwei) est une localité du Cameroun, située dans l'arrondissement de Mundemba, le département du Ndian et la Région du Sud-Ouest.

## Population
La localité comptait 55 habitants en 1953, 61 en 1968-1969, 12 en 1972, principalement des Bima du groupe Oroko.
Lors du recensement national de 2005, Iwa comptait 45 habitants.